# Zschepplin
Zschepplin  est une commune de Saxe (Allemagne), située dans l'arrondissement de Saxe-du-Nord, dans le district de Leipzig. Zschepplin se situe à 6 km au nord de Eilenbourg et à 7 km au sud-ouest de Bad Düben.

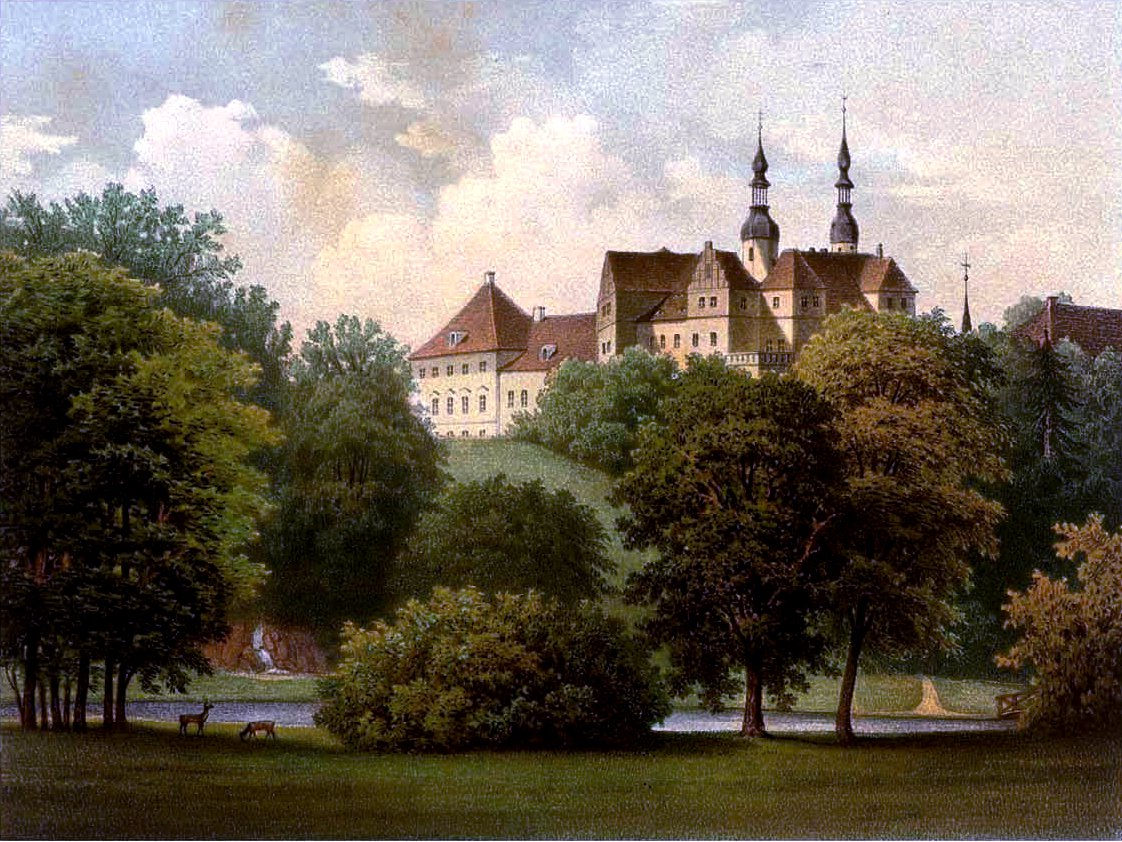
Château de Zschepplin vers 1860, de la collection d'Alexander Duncker

## Personnalités
- Andreas Mylius (1649-Leipzig), jurisconsulte, est né à Zschepplin.